# 蒂蒙斯维尔 (南卡罗来纳州)
蒂蒙斯维尔（英文：Timmonsville），是美国南卡罗来纳州下属的一座城市。城市类型是“Town”。其面积大约为2.59平方英里（6.71平方公里）。根据2010年美国人口普查，该市有人口2,320人，人口密度约为每平方 英里896.1人（约合每平方公里346人）。